# Haumühle (Velburg)
Haumühle ist ein Ortsteil der Stadt Velburg im Oberpfälzer Landkreis Neumarkt in der Oberpfalz in Bayern.

## Geographie
Die Einöde liegt im Oberpfälzer Jura, etwa 3 km südlich des Velburger Ortskerns auf circa 450 m über NHN am Frauenbach, der hier in die Schwarze Laber mündet. Sie ist über eine Ortsverbindungsstraße zu erreichen, die von der Staatsstraße 2251 nach Klapfenberg abzweigt.

## Geschichte
Im Alten Reich unterstand die Mühle hochgerichtlich dem seit 1217 wittelsbachischen Pflegamt Velburg, das ab 1505 pfalz-neuburgisch war. Grundherr war das Kloster Kastl. Im frühen 18. Jahrhundert brannte sie ab und hieß deshalb eine Zeitlang „Abrentmühle“; der Wiederaufbau erfolgte 1734. Am Ende des Alten Reiches, um 1800, hatte der Müller Schaller das Anwesen inne.
Im Königreich Bayern wurde um 1810 der Steuerdistrikt Oberweiling gebildet, dem neben anderen Orten auch die Haumühle angehörte. 1818 wurde daraus die Ruralgemeinde Oberweiling.
Im Zuge der bayerischen Gebietsreform wurde am 1. Januar 1972 die Gemeinde Oberweiling und damit auch die Haumühle in die Stadt Velburg eingegliedert.
Noch im 19. Jahrhundert wurde in der Mühle Mehl gemahlen; 1897 erwarb der Rosenheimer Pulverfabrikant Max Hayler die Mühle und baute sie zu einer Schwarzpulvermühle um. Sie wurde bis zum Ende des Ersten Weltkriegs betrieben.

### Ortsname
Die Haumühle, auch Haunmühle (so 1807), wird zu germanisch „hûn“ (= dunkel, schwarzbraun) als „Mühle am dunklen Wasser“ gedeutet. Weitere Namen der Mühle lauteten auf Pfindlmuhl (so 1598) und Abrentmühl/Abbrenntmühle (so 1836).

### Einwohnerentwicklung
In der Haumühle wohnten
- 1836 8 Einwohner (1 Haus),[8]
- 1867 8 Einwohner (2 Gebäude),[9]
- 1875 4 Einwohner (3 Gebäude; an Großviehbestand 3 Pferde und 12 Stück Rindvieh),[10]
- 1900 11 Einwohner (1 Wohngebäude),[11]
- 1925 8 Einwohner (2 Wohngebäude),[12]
- 1938 12 Einwohner (nur Katholiken),[13]
- 1950 29 Einwohner (3 Wohngebäude),[14]
- 1987 15 Einwohner (3 Gebäude mit Wohnraum, 3 Wohnungen).[15]

### Kirchliche Verhältnisse
Die Mühle liegt im Sprengel der katholischen Pfarrei Oberweiling im Bistum Eichstätt, heute dem Pfarrverband Velburg zugehörig. Von 1548 bis 1620 war mit Pfalz-Neuburg die Pfarrei und damit auch die Bewohner der Mühle evangelisch.